# انریکو آلبرتو
انریکو آلبرتو (انگلیسی: Enrico Alberto; ۱۸ نوامبر ۱۹۳۳ – ۲۰ آوریل ۲۰۱۹) بازیکن فوتبال اهل فرانسه بود.
از باشگاه‌هایی که در آن بازی کرده‌است می‌توان به باشگاه فوتبال آژاکسیو، باشگاه فوتبال المپیک لیون، باشگاه فوتبال موناکو، و باشگاه فوتبال سوشو اشاره کرد.